# Heliaeschna
Heliaeschna é um género de libelinha da família Aeshnidae.
Este género contém as seguintes espécies:
- Heliaeschna cynthiae
- Heliaeschna fuliginosa
- Heliaeschna trinervulata
- Heliaeschna ugandica